# Deives Thiago Santos da Silva
Deives Thiago Santos da Silva (sinh ngày 1 tháng 4 năm 1982) là một cầu thủ bóng đá người Brasil.

## Sự nghiệp câu lạc bộ
Deives Thiago Santos da Silva đã từng chơi cho Júbilo Iwata.